# لايك جاكسون (تكساس)
لايك جاكسون (بالإنجليزية: Lake Jackson)‏ هي مدينة أمريكية تقع في ولاية تكساس.تبلغ مساحة هذه المدينة 51.3 (كم²)،ويبلغ عدد سكانها 26386 نسمة حسب إحصاء سنة 2010 م. تشير إحصاءات سنة 2000م بأن الكثافة السكانية في هذه المدينة تقدر بـ(535.1) نسمة/كم2.

## التركيبة السكانية
حدّد مكتب تعداد الولايات المتحدة بيانات التركيبة السكانية للايك جاكسون في تعداد الولايات المتحدة. في ما يلي، التركيبة السكانية حسب تعدادي 2000 و2010.

### تعداد عام 2000
بلغ عدد سكان لايك جاكسون 26,386 نسمة بحسب تعداد عام 2000، وبلغ عدد الأسر 9,588 أسرة وعدد العائلات 7,344 عائلة مقيمة في المدينة. في حين سجلت الكثافة السكانية 480.2 نسمة لكل كيلومتر مربع (1,243.7/ميل2). وبلغ عدد الوحدات السكنية 10,475 وحدة بمتوسط كثافة قدره 190.6 لكل كيلومتر مربع (493.7/ميل2).
وتوزع التركيب العرقي للمدينة بنسبة 86.24% من البيض و3.88% من الأمريكيين الأفارقة و0.39% من الأمريكيين الأصليين و2.50% من الأمريكيين ذوي الأصول الآسيوية و0.02% من سكان جزر المحيط الهادئ و5.19% من الأعراق الأخرى و1.79% من عرقين مختلطين أو أكثر و14.70% من الهسبانيون أو اللاتينيون من أي عرق.
بلغ عدد الأسر 9,588 أسرة كانت نسبة 45% منها لديها أطفال تحت سن الثامنة عشر تعيش معهم، وبلغت نسبة الأزواج القاطنين مع بعضهم البعض 64.7% من أصل المجموع الكلي للأسر، ونسبة 8.5% من الأسر كان لديها معيلات من الإناث دون وجود شريك، بينما كانت نسبة 3.4% من الأسر لديها معيلون من الذكور دون وجود شريكة وكانت نسبة 23.4% من غير العائلات. تألفت نسبة 20% من أصل جميع الأسر من عدة أفراد يعيشون في نفس المنزل ونسبة 7.3% كانت تتألف من شخص يعيش بمفرده يبلغ من العمر 65 عاماً أو أكثر. وبلغ متوسط حجم الأسرة المعيشية 2.74، أما متوسط حجم العائلات فبلغ 3.18.
بلغ العمر الوسطي للسكان 34.5 عاماً. وكانت نسبة 30.6% من القاطنين تحت سن الثامنة عشر، وكانت نسبة 7.6% بين الثامنة عشر والرابعة والعشرين عاماً، ونسبة 30.2% كانت واقعةً في الفئة العمرية ما بين الخامسة والعشرين والرابعة والأربعين عاماً، ونسبة 21.7% كانت ما بين الخامسة والأربعين والرابعة والستين، ونسبة 9.5% كانت ضمن فئة الخامسة والستين عاماً فما فوق. يوجد لكل 100 أنثى 95.8 ذكر، ويوجد لكل 100 أنثى في الثامنة عشر من عمرها فما فوق 94.0 ذكر.
بلغ متوسط دخل الأسرة في المدينة 60,901 دولارًا، أما متوسط دخل العائلة فبلغ 69,053 دولارًا. وكان متوسط دخل الذكور 60,143 دولارًا مقابل 30,398 دولارًا للإناث. وسجل دخل الفرد الخاص بالمدينة 25,877 دولارًا. وكانت نسبة 5.4% من العائلات ونسبة 6.4% من السكان تحت خط الفقر، وكان من هؤلاء نسبة 6.9% تحت سن الثامنة عشر ونسبة 6.7% في الخامسة والستين من العمر وما فوق.

### تعداد عام 2010
بلغ عدد سكان لايك جاكسون 26,849 نسمة بحسب تعداد عام 2010، وبلغ عدد الأسر 10,319 أسرة وعدد العائلات 7,424 عائلة مقيمة في المدينة. في حين سجلت الكثافة السكانية 488.6 نسمة لكل كيلومتر مربع (1,265.5/ميل2). وبلغ عدد الوحدات السكنية 11,149 وحدة بمتوسط كثافة قدره 202.9 لكل كيلومتر مربع (525.5/ميل2).
وتوزع التركيب العرقي للمدينة بنسبة 84.36% من البيض و5.10% من الأمريكيين الأفارقة و0.52% من الأمريكيين الأصليين و3.14% من الأمريكيين ذوي الأصول الآسيوية و0.04% من سكان جزر المحيط الهادئ و4.45% من الأعراق الأخرى و2.40% من عرقين مختلطين أو أكثر و20.53% من الهسبانيون أو اللاتينيون من أي عرق.
بلغ عدد الأسر 10,319 أسرة كانت نسبة 36.9% منها لديها أطفال تحت سن الثامنة عشر تعيش معهم، وبلغت نسبة الأزواج القاطنين مع بعضهم البعض 57.1% من أصل المجموع الكلي للأسر، ونسبة 10.1% من الأسر كان لديها معيلات من الإناث دون وجود شريك، بينما كانت نسبة 4.8% من الأسر لديها معيلون من الذكور دون وجود شريكة وكانت نسبة 28.1% من غير العائلات. تألفت نسبة 23.9% من أصل جميع الأسر من عدة أفراد يعيشون في نفس المنزل ونسبة 8.4% كانت تتألف من شخص يعيش بمفرده يبلغ من العمر 65 عاماً أو أكثر. وبلغ متوسط حجم الأسرة المعيشية 2.60، أما متوسط حجم العائلات فبلغ 3.08.
بلغ العمر الوسطي للسكان 37.1 عاماً. وكانت نسبة 26.4% من القاطنين تحت سن الثامنة عشر، وكانت نسبة 8.5% بين الثامنة عشر والرابعة والعشرين عاماً، ونسبة 25.4% كانت واقعةً في الفئة العمرية ما بين الخامسة والعشرين والرابعة والأربعين عاماً، ونسبة 27.8% كانت ما بين الخامسة والأربعين والرابعة والستين، ونسبة 11.9% كانت ضمن فئة الخامسة والستين عاماً فما فوق. وتوزع التركيب الجنسي للسكان بنسبة 49% ذكور و51% إناث.

## أعلام
- سيلينا
- براد لينكولن
- لويس بيم